# Бураков, Пантелей Андреевич
Пантелей Андреевич Бураков (9 августа 1910, хутор Побединщина, Воронежская губерния — 28 июля 1998, Курганинск, Краснодарский край) — пулемётчик 54-го гвардейского кавалерийского полка гвардии ефрейтор — на момент представления к награждению орденом Славы 1-й степени.

## Биография
Родился 9 августа 1910 года на  хуторе Побединщина (ныне — Подгоренского района Воронежской области). Окончил 4 класса. В одиннадцать лет он остался без родителей. Был пастушонком, батрачил. Когда в селе организовался колхоз, вступил в него одним из первых. Окончив на курсы трактористов, работал на машинно-тракторной станции. Через год был направлен в ремесленное училище, где он приобрёл ещё одну специальность — токаря. Работал токарем на заводе в селе Подгорное.
В 1933—1934 годах проходил действительную службу в Красной Армии. С 1936 года жил и работал в Дигорском районе Северо-Осетинской АССР.
В 1943 году был вновь призван в армию. На фронте в Великую Отечественную войну с сентября 1943 года. К весне 1944 года — сабельник 54-го гвардейского кавалерийского полка 14-й гвардейской кавалерийской дивизии.
В мае 1944 года гвардии красноармеец Бураков в составе группы подрывников в районе сел Овлочин и Ставки пустил под откос вражеский эшелон: паровоз и 25 вагонов с техникой и живой силой. Приказом от 19 июня 1944 года гвардии красноармеец Бураков Пантелей Андреевич награждён орденом Славы 3-й степени.
16 января 1945 года гвардии ефрейтор Бураков с группой бойцов в бою в районе города Томашов уничтожил 14 противников, 6 взял в плен. Приказом от 12 марта 1945 года гвардии ефрейтор Бураков Пантелей Андреевич награждён орденом Славы 2 степени.
26 апреля 1945 года в бою на подступах к городу Ратенов пулемётчик Бураков, отражая контратаки противника, огнём из пулемёта истребил более 30 противников. В бою был ранен, но поля боя не покинул.
Указом Президиума Верховного Совета СССР от 15 мая 1946 года за исключительное мужество, отвагу и бесстрашие в боях с вражескими на заключительном этапе Великой Отечественной войны захватчиками гвардии ефрейтор Бураков Пантелей Андреевич награждён орденом Славы 1-й степени. Стал полным кавалером ордена Славы.
В 1945 году был демобилизован. Только через 40 лет после Победы, 11 марта 1985 года, фронтовику была вручена последняя боевая награда — орден Славы 1-й степени.
Жил в городе Курганинск Краснодарского края. Работал токарем на сахарном заводе. Скончался 28 июля 1998 года.
Награждён двумя орденами Отечественной войны 1-й степени, орденом Отечественной войны 2-й степени, орденами Славы 3-х степеней, медалями.